# Rhamphomyia intercedens
Rhamphomyia intercedens är en tvåvingeart som beskrevs av Frey 1950. Rhamphomyia intercedens ingår i släktet Rhamphomyia och familjen dansflugor. Inga underarter finns listade i Catalogue of Life.